# Hemithyrsocera piceicollis
Hemithyrsocera piceicollis är en kackerlacksart som beskrevs av Karlis Princis 1950. Hemithyrsocera piceicollis ingår i släktet Hemithyrsocera och familjen småkackerlackor. Inga underarter finns listade i Catalogue of Life.